# Călmățui (Fluss im Bărăgan)
Der Călmățui ist ein Fluss in Rumänien. Er entspringt südlich von Buzău, durchfließt die Kreise Buzău und Brăila und mündet nach 145 km in die Donau. Seine wichtigsten linken Nebenflüsse sind Negreasca, Rușavăț und Batog, die wichtigsten rechten Strâmbeanu und Puturosu.